# Marianne Berglund
Marianne Berglund, född 23 juni 1963 i Boliden, är en svensk tidigare tävlingscyklist. Den 3 september år 1983 vann hon damernas landsvägslopp vid världsmästerskapen i Altenrhein i Schweiz och blev därmed den första svenskan att vinna ett VM. Under sin karriär vann hon också Tour of Texas. År 1990 vann hon den första upplagan av Tjejtrampet.
Har även avtjänat dopingstraff i tre månader för användandet av efedrin.
Enligt Marianne Berglund fick hon i sig efedrin när hon tog ett mensmedel. Efedrin höjer pulsen vilket sägs vara en nackdel i cykling eftersom man vill ha pulsen så låg som möjligt.
Berglund deltog 2011 i Mästarnas mästare, där hon vann både tema "psykisk styrka" och "laganda".